# مدار ۴۵ درجه جنوبی
خطای عبارت: عملگر < دور از انتظار

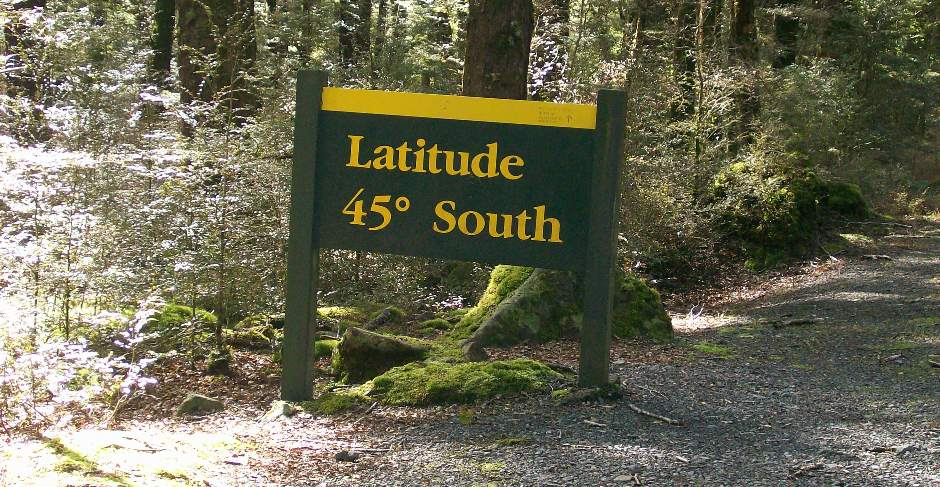
محل عبور مدار ۴۵ درجه جنوبی از جزیره جنوبی نیوزیلند

مدار ۴۵ درجه جنوبی، دایره‌ای از عرض جغرافیایی است که در ۴۵ درجه جنوب خط استوای زمین قرار دارد؛ و از آبهای اقیانوس اطلس، اقیانوس هند و اقیانوس آرام و کشورهای نیوزیلند، شیلی و آرژانتین عبور می‌کند.

## گذر از مناطق
از نصف‌النهار مبدأ شروع می‌شود و به سمت مشرق ۴۵ درجه جنوبی از موارد زیر گذر می‌کند:
| مختصات‌ها                                            | کشور، قلمرو یا دریا | توضیحات                                                                            |
| --------------------------------------------------- | ------------------- | ---------------------------------------------------------------------------------- |
| ۴۵°۰′ جنوبی ۰°۰′ شرقی / ۴۵٫۰۰۰°جنوبی ۰٫۰۰۰°شرقی     | اقیانوس اطلس        |                                                                                    |
| ۴۵°۰′ جنوبی ۲۰°۰′ شرقی / ۴۵٫۰۰۰°جنوبی ۲۰٫۰۰۰°شرقی   | اقیانوس هند         |                                                                                    |
| ۴۵°۰′ جنوبی ۱۴۷°۰′ شرقی / ۴۵٫۰۰۰°جنوبی ۱۴۷٫۰۰۰°شرقی | اقیانوس آرام        | دریای تاسمان                                                                       |
| ۴۵°۰′ جنوبی ۱۶۷°۸′ شرقی / ۴۵٫۰۰۰°جنوبی ۱۶۷٫۱۳۳°شرقی | نیوزیلند            | جزیره جنوبی، گذرکردن از شمال towns of Oamaru و Queenstown                          |
| ۴۵°۰′ جنوبی ۱۷۱°۶′ شرقی / ۴۵٫۰۰۰°جنوبی ۱۷۱٫۱۰۰°شرقی | اقیانوس آرام        | گذرکردن از جنوب Guamblin Island, شیلی                                              |
| ۴۵°۰′ جنوبی ۷۴°۲۳′ غربی / ۴۵٫۰۰۰°جنوبی ۷۴٫۳۸۳°غربی  | شیلی                | Islands در Chonos Archipelago شامل James Island و Melchor Island, and the mainland |
| ۴۵°۰′ جنوبی ۷۱°۳۳′ غربی / ۴۵٫۰۰۰°جنوبی ۷۱٫۵۵۰°غربی  | آرژانتین            |                                                                                    |
| ۴۵°۰′ جنوبی ۶۵°۳۵′ غربی / ۴۵٫۰۰۰°جنوبی ۶۵٫۵۸۳°غربی  | اقیانوس اطلس        |                                                                                    |